# そばかすの天使
「そばかすの天使」（そばかすのてんし）は1977年9月5日に発売された甲斐バンドの8枚目のシングル。

## 概要
オリコン最高61位。
アルバム『この夜にさよなら』の先行シングル。

## 収録曲
1. そばかすの天使
作詞・作曲：甲斐よしひろ、弦編曲：乾裕樹
2. きんぽうげ
作詞：長岡和弘、作曲：松藤英男・甲斐よしひろ